# Eria ochracea
Eria ochracea är en orkidéart som beskrevs av Robert Allen Rolfe. Eria ochracea ingår i släktet Eria och familjen orkidéer.
Artens utbredningsområde är Thailand. Inga underarter finns listade i Catalogue of Life.